# 心理学学派列表
心理学拥有许多个学派，每种学派都有很大的影响，不过大部分心理学家持有结合各种学派的折中观点。
最有影响的学派有行为主义、弗洛伊德的精神分析学、机能主义、人本主义、格式塔学派和认知主义。
以下是心理学学派更完整的列表：
- 活动导向方法
- 分析心理学
- 异常心理学
- 反精神病学
- 联结主义
- 行为主义
- 行为遗传学
- 生物心理学
- 认知主义
- 文化历史心理学
- 深层心理学
- 描述心理学
- 发展心理学
- 生态心理学
- 自我心理学
- 环境心理学
- 演化心理学
- 存在主义心理学
- 行为的实验分析
- 机能主义
- 格式塔学派
- 格式塔疗法
- 人本主义心理学
- 个体心理学
- 机体论心理学
- 组织心理学
- 现象心理学
- 颅相学
- 精神分析学
- 激进行为主义
- 理情行为疗法（Rational Emotive Behavior Therapy）
- 自性
- 社会心理学
- 结构主义
- 沟通分析
- 超个人心理学